# Pseudopoda rufosulphurea
Pseudopoda rufosulphurea là một loài nhện trong họ Sparassidae.
Loài này thuộc chi Pseudopoda. Pseudopoda rufosulphurea được Peter Jäger miêu tả năm 2001.